# Connaissance du rail
Pour les articles homonymes, voir CDR.
Connaissance du rail était une revue française, consacrée au chemin de fer, principalement en France, depuis les origines de celui-ci .

## Magazine

### Historique
Revue ferroviaire, bimestrielle, créée en 1979 par Pierre Laederich. À partir des numéros 252/253, les sorties deviennent bimensuelles et chaque numéro est considéré comme double. En octobre 2012, après trente-trois années d'existence, les éditions de l'Ormet annoncent l'arrêt définitif de la publication de la revue, en raison du départ à la retraite de son rédacteur en chef et fondateur, Pierre Laederich.

### Ligne éditoriale
Connaissance du rail est une revue pour ferrovipathe, comprenant des articles sur les chemins de fer historiques avec « une petite prédilection pour les chemins de fer secondaires », et des reportages sur les trains contemporains, le tout avec une abondante iconographie noir et blanc ou couleur. Des rubriques de brèves sont consacrées à l'actualité du rail, et les sujets ne se limitent pas au territoire français.
La revue traite aussi des réseaux urbains — tramways et métros — en construction ou en projet, en France et dans le monde. Connaissance du rail publiait d'ailleurs tous les deux ans un numéro spécial sur les tramways en France.

### Numéros spéciaux
La revue publie des numéros spéciaux thématiques :
- Le Réseau breton
- Économique de l'Allier
- Voies métriques françaises en 2008
- Tramway en France numéro spécial tous les deux ans

### Encyclopédie des chemins de fer
Sous forme de fascicules, qui présentent l'historique de la création des lignes de chemins de fer dans chaque département.